# دانيال أرييولا
دانيال أرييولا (بالإسبانية: Daniel Arreola) (8 أكتوبر 1985 بكانكون في المكسيك - ) هو لاعب كرة قدم مكسيكي في مركز الدفاع. شارك مع منتخب المكسيك لكرة القدم. أما مع النوادي، فقد لعب مع أتلانتي إف سي ونادي أطلس ونادي باتشوكا ودورادوس سينالوا ونادي موريليا الرياضي وطوروس نيزا.

## وصلات خارجية
- دانيال أرييولا على موقع الاتحاد الدولي (مؤرشف)  (الإنجليزية)
- دانيال أرييولا على موقع قاعدة بيانات كرة القدم.إي يو (الإنجليزية)
- دانيال أرييولا على موقع ناشيونال فوتبول تيمز (الإنجليزية)
- دانيال أرييولا على موقع Soccerway.com (الإنجليزية)